# Essipong Sports Stadium
Le Essipong Sports Stadium est un stade de football situé à Sekondi-Takoradi, au Ghana. Sa capacité est de 20 000 places. Il accueille les matches du Sekondi Hasaacas, mais aussi les matches de la Coupe d'Afrique des nations 2008.